# Teemu Raimoranta
Teemu Raimoranta, med dæknavnet Somnium (19. maj 1977 – 16. marts 2003) var en finsk musiker, der var bedst kendt som guitarist i black/folk metal-bandet Finntroll fra bandets begyndelse i 1997 og frem til sin død i 2003. Han var en af kun to musikere der medvirkede på bandets første (og eneste) demo, Rivfader (den anden var eks-vokalisten Katla). Herudover havde han også spillet med flere andre store finske metalbands.
Raimoranta døde 16. marts 2003, efter at være faldet fra i bro ned på den frosne Tölöviken. Hans tidligere bandkollega, Impaled Nazarene-vokalisten Mika Luttinen, mistænkte det for at være selvmord. Efter hans død dedikerede Finntroll deres næste udgivelse, ep'en Visor Om Slutet (der er den eneste Finntroll-udgivelse som ikke er metal) til ham.

## Diskografi

### MedFinntroll
- 1998: Rivfader
- 1999: Midnattens Widunder
- 2001: Jaktens Tid
- 2003: Visor Om Slutet

### MedBarathrum
- 1999: Saatana
- 2000: Okkult

### MedImpaled Nazarene
- 2001: Absence of War Does Not Mean Peace

## Fodnoter
1. ↑  Rivfader på Encyclopaedia Metallum
2. ↑  "Read more about Impaled Nazarene". Encyclopaedia Metallum. Arkiveret fra originalen 21. februar 2009. Hentet 19. maj 2008.